# Валдово (Свецький повіт)
Валдово (пол. Wałdowo) — село в Польщі, у гміні Прущ Свецького повіту Куявсько-Поморського воєводства.
Населення — 357 осіб (2011).
У 1975-1998 роках село належало до Бидгощського воєводства.

## Демографія
Демографічна структура станом на 31 березня 2011 року:
|          | Загалом | Допрацездатний вік | Працездатний вік | Постпрацездатний вік |
| -------- | ------- | ------------------ | ---------------- | -------------------- |
| Чоловіки | 184     | 43                 | 133              | 8                    |
| Жінки    | 173     | 39                 | 103              | 31                   |
| Разом    | 357     | 82                 | 236              | 39                   |